# Miguel Rodríguez Orejuela
Miguel Rodríguez Orejuela, conosciuto anche come El Señor (Mariquita, 15 agosto 1943), è un criminale colombiano, fondatore, insieme al fratello Gilberto Rodríguez Orejuela, del cartello di Cali.

## Biografia
Miguel visse la sua infanzia insieme al fratello Gilberto nel quartiere povero Belalcázar, a Cali. Cominciò con attività illecite alla fine degli anni sessanta quando, insieme a José Santacruz Londoño, i fratelli Orejuela formarono una banda chiamata Los Chemas, specializzata nei sequestri di persona. I rapimenti del diplomatico Hermann Buff e dello studente Werner José Straessie, entrambi svizzeri, furono attribuiti a questa organizzazione criminale. Inizialmente, i due figli di Carlos Rodríguez e Ana Rita Orejuela, alternarono i sequestri a viaggi di cocaina all'estero. Infine si dedicarono esclusivamente a quest'ultima attività, quando si accorsero che i guadagni che ne ricavavano erano ben maggiori.
Miguel, in questo periodo, si preoccupava di dare una parvenza di legalità alla famiglia; seguirono infatti gli acquisti di molte società ed imprese (come la squadra di calcio América de Cali). La sua immagine da imprenditore gli consentì di stringere rapporti con i più importanti dirigenti e personaggi di Valle del Cauca e di tutto il paese. Agli inizi degli anni ottanta, Miguel riconosceva al fisco un guadagno di circa 20-25 milioni di pesos colombiani al mese. In questo periodo, quindi, cominciò ad avere i primi problemi con il fisco colombiano e cominciò a ricevere le prime accuse di traffico di droga da parte della DEA. Si sposò poi con la modella colombiana Martha Lucía Echeverry, sua terza moglie.

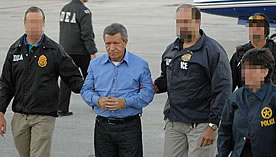
Miguel Rodríguez Orejuela

Nei primi anni novanta si infervorò la guerra contro il cartello di Medellín e Miguel fu indagato a più riprese, anche se non fu mai accusato direttamente di essere il mandante dei numerosi omicidi di quegli anni. Dopo l'arresto avvenuto nel 1995, Miguel, insieme al fratello Gilberto, fu condannato a 15 anni di prigione, che si ridussero poi per buona condotta a 4. Nel 2002, infatti, Miguel fu libero ma fu arrestato di nuovo in seguito a nuove accuse.
Una prima richiesta di estradizione da parte degli USA fu presentata già nel 1997, ma fu negata dal governo colombiano che l'aveva abolita con una nuova legge costituzionale nel 1991. L'aveva poi ristabilita proprio in quell'anno, sebbene i delitti commessi prima del 1997 non erano ritenuti validi per la richiesta di una estradizione. Nel dicembre del 2003 un tribunale della Florida accusò i fratelli Orejuela di aver guadagnato oltre due miliardi di dollari con i proventi del narcotraffico, e questo nonostante fossero detenuti entrambi. Nel 2005 il governo colombiano concesse l'estradizione del boss per gli Stati Uniti, paese nel quale è accusato di traffico di stupefacenti sul suolo americano, in particolare di cocaina.